# Episodi de L'attacco dei giganti (quarta stagione)
La quarta stagione de L'attacco dei giganti, serie anime tratta dall'omonimo manga di Hajime Isayama, reca il sottotitolo The Final Season e comprende gli episodi dal 60 al 94. Diversamente dalle stagioni precedenti non è prodotta da Wit Studio ma dallo studio MAPPA, con regia di Yūichirō Hayashi, composizione serie di Hiroshi Seko e character design di Tomohiro Kishi. La stagione adatta i volumi del manga dal ventitreesimo all'ultimo, il trentaquattresimo. Ambientata quattro anni dopo la stagione precedente, narra l'infiltrazione dei soldati di Paradis a Marley e il conseguente conflitto fino all'attuazione del boato della Terra e allo scontro finale tra Eren e le forze alleate.
La stagione è stata trasmessa in Giappone su NHK General TV divisa in quattro parti. La prima è andata in onda dal 7 dicembre 2020 al 29 marzo 2021, mentre in Italia è stata resa disponibile con i sottotitoli dall'8 dicembre e doppiata dal 18 dicembre 2020 sia su Prime Video che su VVVVID. La seconda parte, trasmessa dal 9 gennaio al 3 aprile 2022, è invece distribuita in Italia sottotitolata in simulcast attraverso la piattaforma di streaming Crunchyroll. Il doppiaggio italiano è stato distribuito da Dynit su Prime Video il 7 novembre 2022. La terza e la quarta parte costituiscono il segmento conclusivo della stagione, intitolato The Final Chapters (完結編?, Kanketsu-hen), e sono state inizialmente trasmesse in due speciali televisivi: il primo, della durata di un'ora, è andato in onda il 4 marzo 2023 dalle 00:25, mentre il secondo, di un'ora e mezza, è stato trasmesso il 5 novembre 2023 a partire dalla mezzanotte. Le due parti sono state pubblicate ad episodi in Giappone via streaming il 5 e il 19 novembre 2023 con sigle di apertura e chiusura inedite. In Italia sono stati pubblicati entrambi con sottotitoli in simulcast su Crunchyroll e poi insieme con doppiaggio su Prime Video il 25 giugno 2024.
Le sigle di apertura e chiusura sono rispettivamente Boku no sensō (僕の戦争?) di Shinsei Kamattechan e Shōgeki (衝撃?) di Yūko Andō per la prima parte; The Rumbling dei SiM e Akuma no ko (悪魔の子?) di Ai Higuchi per la seconda; Saigo no kyojin (最後の巨人?) dei Linked Horizon e Itterasshai (いってらっしゃい?) di Ai Higuchi per la terza e la quarta.

## Lista episodi
| Nº                         | Titolo italiano Giapponese 「Kanji」 - Rōmaji | In onda          | In onda          |
| Nº                         | Titolo italiano Giapponese 「Kanji」 - Rōmaji | Giapponese       | Italiano         |
| Prima parte (16 episodi)   | |                  |                  |
| 60                         | Al di là del mare 「海の向こう側」 - Umi no mukōgawa | 6 dicembre 2020  | 18 dicembre 2020 |
| 60                         | Sono passati quattro anni dagli eventi dell'ultima stagione. La storia si apre sul continente antistante l'isola dove sono stati esiliati gli eldiani rinnegati. Falco Grice e Gabi Braun sono due giovani cadetti dell'esercito di Marley di discendenza eldiana. L'esercito di Marley è in guerra da quattro anni con una nazione medio-orientale, ma la gloriosa nazione che imprigionò i Giganti può ancora contare sull'apporto militare dei poderosi Titani. Falco e Gabi (un ragazzo dal cuore gentile il primo, un'energica e determinata ragazzina la seconda) fanno parte di quella generazione di eldiani cresciuta sotto il giogo militare di Marley, con il solo compito di crescere e venire addestrati come carne da macello. Al termine della guerra, che rappresenta l'esame conclusivo per le reclute di Marley, soltanto uno dei cadetti eldiani potrà ereditare il potere di un Gigante: il Corazzato, appartenente a Reiner, quasi giunto ormai al termine della breve vita concessa a chi usa il potere dei Nove Giganti principali. Gabi desidera ardentemente diventare il nuovo Gigante Corazzato, al punto da offrirsi volontaria per una missione suicida: avvicinarsi alle linee nemiche e sganciare una serie di bombe su un treno corazzato munito di armi anti-Giganti. La potenza di Marley, infatti, vacilla: le nazioni rivali, negli anni, sono riuscite ad armarsi per contrastare i Giganti controllati da Marley, ed è solo al termine di uno scontro violento e difficile che il Corazzato, il Bestia e il Gigante Carro riescono ad avere la meglio sull'esercito e la flotta nemica, non senza perdite. |                  |                  |
| 61                         | Il treno di mezzanotte 「闇夜の列車」 - Yamiyo no ressha | 13 dicembre 2020 | 25 dicembre 2020 |
| 61                         | Gabi, Falco e gli altri eldiani tornano dalle loro famiglie. Marley ha vinto la guerra contro gli ex-alleati mediorentali, ma a caro prezzo. Le perdite sono state più numerose del previsto, l'esercito è allo stremo e soprattutto il potere dei Giganti sembra non bastare più. Le nazioni avversarie, negli anni, hanno sviluppato armamenti e tecnologie in grado di mettere in difficoltà i poderosi Titani, e neanche la forza smisurata dei Nove Fondatori sembra ormai sufficiente. I vertici militari di Marley non hanno più dubbi: l'unico modo che ha la nazione per ristabilire la propria egemonia politica e militare è tornare su Paradis, l'isola su cui furono esiliati gli eldiani considerati impuri, e riappropriarsi del Gigante d'Attacco posseduto da Eren Jaeger. Gli eventi precedenti sull'isola hanno però dimostrato la grande forza degli eldiani esiliati e servirà un buon piano per riuscire nell'impresa. I soldati d'élite di Marley dovranno ripetere la missione che un tempo fallì, ma stavolta senza opzioni alternative e con un ultimatum lapidario: entro poco meno di un anno, il potere del Corazzato e del Bestia dovranno passare a qualcun altro, perché Zeke e Reiner sono giunti ormai al termine della breve vita concessa dal potenziale dei Titani. |                  |                  |
| 62                         | La porta della speranza 「希望の扉」 - Kibō no tobira | 20 dicembre 2020 | 1º gennaio 2021  |
| 62                         | In un momento di pausa, Reiner Braun ripensa alla sua vita: figlio di un'eldiana e di un marleyano, suo padre, dopo aver concepito un figlio con un'eldiana, abbandonò entrambi per non coprirsi di vergogna. Sua madre lo crebbe da sola e plasmò il figlio nel nome di Marley: Reiner sarebbe diventato un Guerriero, consacrando la sua famiglia al rango di marleyani onorari così da ricongiungersi ad un padre che, in realtà, ha continuato a non voler sapere nulla di loro. Insieme a Annie, Bertholdt, Pieck e Marcel fu così scelto in gioventù per diventare uno dei Guerrieri di Marley ed ereditare uno dei Giganti più forti, il Corazzato. Reiner, tuttavia, non era un cadetto particolarmente abile ed era in competizione con Porko, fratello di Marcel, il quale a sua volta voleva ereditare il Corazzato. Alla fine fu Reiner ad essere investito dell'onorificenza a lungo cercata. Privato dell'affetto paterno, al giovane neo-Corazzato non rimaneva che l'attaccamento alla sua patria e una vita (breve) dedicata all'estinzione degli eldiani confinati su Paradis e al recupero dell'ultimo Gigante Fondatore per consolidare la forza militare di Marley. Reiner, Annie, Bertholdt, Marcel, Pieck e Zeke Jaeger (il più grande del gruppo) divennero rispettivamente il Corazzato, il Femmina, il Colossale, il Mascella, il Carro e il Bestia, e dopo le prime missioni il governo marleyano li considerò pronti per la missione più importante: infiltrarsi sull'isola di Paradis e rapire il Fondatore perduto. La missione, che prevedeva Il Bestia e il Carro a sorvegliare la zona oltre le mura mentre i rimanenti infiltrati all'interno, non andò bene e costò la morte di Marcel, mangiato da Ymir, la prigionia di Annie, dormiente dentro il suo cristallo dopo essere stata scoperta e la morte di Bertholdt durante l'ultima battaglia a Shiganshina, divorato da Armin. |                  |                  |
| 63                         | Da mano a mano 「手から手へ」 - Te kara te he | 27 dicembre 2020 | 8 gennaio 2021   |
| 63                         | I vertici militari marleyani visitano la magione dei Tybur, facoltosa famiglia in possesso del Gigante Martello che non è vincolata dalla sorte dei suoi simili del popolo eldiano perché discendente dell'eroe che cento anni prima sconfisse le titaniche creature condannando gli eldiani ad un'era di schiavitù e ghettizzazione: Heros. Lord Willy Tybur, giovane e pomposo capofamiglia, assicura la propria fedeltà alla patria e che attualmente il Gigante Martello è in possesso di uno dei membri principali della sua famiglia. Successivamente il nobile organizza una serata di gala a cui partecipano i principali vertici diplomatici delle nazioni confinanti, i quali non vedono ancora di buon occhio la posizione militare di Marley. Sarà solo l'ospitalità di Tybur, che successivamente invita i suoi ospiti ad una rappresentazione teatrale, a placare gli animi dei diffidenti e convincerli del piano di Marley di invadere l'isola di Paradis con nuove risorse e armamenti. Intanto Gabi e i suoi compagni assistono da dietro le quinte alle manovre diplomatiche dei loro superiori, mettendosi al loro servizio e osservando lo svolgersi degli eventi. Falco ha fatto amicizia con un misterioso soldato di nome Kruger, un infermo che dimora presso la clinica che accoglie i feriti di guerra. Con il passare dei giorni il ragazzo si avvicina molto alla figura di quest'uomo misterioso, arrivando ad accettare alcuni piccoli incarichi per suo conto, come spedire una serie di lettere che Kruger afferma essere destinate alla sua famiglia in una terra lontana. Poco prima che l'evento organizzato da lord Tybur abbia luogo, Falco, su richiesta di Kruger, attira Reiner in una cantina buia dove ad aspettarlo c'è proprio il soldato invalido. Scioccato, Reiner riconosce quell'uomo: non è altri che Eren Jaeger. |                  |                  |
| 64                         | Dichiarazione di guerra 「宣戦布告」 - Sensen fukoku | 10 gennaio 2021  | 22 gennaio 2021  |
| 64                         | Dopo averlo minacciato ed esortato ad ascoltarlo, Eren intrattiene Reiner con un dialogo che mette nuovamente a nudo tutta la fragilità psicologica di Braun. Il protagonista ripercorre con rara freddezza le azioni che Braun, Bertholdt e Annie hanno condotto durante la loro infiltrazione sull'isola di Paradis, alle morti che hanno portato e alle vite che hanno distrutto, concludendo che la sua presenza a Marley è un'operazione segreta paragonabile a ciò che hanno fatto i tre guerrieri di Marley circa nove anni prima. Lord Tybur, ignaro di quello che accade, dà il via al suo spettacolo teatrale, in cui ripercorre dinanzi ad un vasto pubblico la storia di come l'Impero di Eldia, capeggiato da Re Fritz, avesse sottomesso il mondo con il potere dei suoi Giganti, e di come il famoso eroe Heros insieme alla famiglia Tybur avessero sconfitto il monarca delle mura confinando il suo popolo sull'isola di Paradis. Ma in realtà, spiega Tybur, il mito che tutti conoscono è fondato su una grande bugia: il nobile svela la reale natura degli eldiani e i veri propositi di Re Fritz, l'atto di non belligeranza stipulato cento anni prima affinché Eldia vivesse in pace e in armonia con i giganti e di come siano ormai stati traditi dal furente popolo esiliato che, nella persona del rivoltoso Eren Jaeger, si prepara a distruggere il desiderio di pace che sorregge l'antico accordo tra gli antenati di Eldia e Marley. Per questo i Paesi confinanti devono sostenere un'alleanza che possa fare ciò in cui la sola Marley aveva fallito quattro anni prima: spazzare via una volta per tutte i demoni che minacciano la pace tanto voluta da Karl Fritz. Sotto lo sguardo glaciale di Eren, negli occhi di Reiner prende forma la consapevolezza finale: non esiste pietà né via di scampo. L'eroe che un tempo voleva sterminare i Giganti per vendetta ora vuole sterminare ogni nemico per donare la libertà al suo popolo. Eren si trasforma nel Gigante d'Attacco e attacca Lord Tybur. |                  |                  |
| 65                         | Il gigante martello 「戦鎚の巨人」 - Sentsui no kyojin | 17 gennaio 2021  | 29 gennaio 2021  |
| 65                         | Dopo essersi trasformato ed aver fatto irruzione sulla platea, uccidendo decine di innocenti, Eren divora Willy Tybur sperando di acquisire il potere del Gigante Martello. Il capostipite della famiglia Tybur aveva però previsto anzitempo un agguato del genere, dopo aver scoperto alcune spie di Paradis infiltratesi a Marley, e aveva predisposto tutto affinché la guerra scoppiasse a favore della sua nazione: avrebbe esposto il fianco al nemico, radunando come esca i principali generali militari ed esponenti delle nazioni limitrofe nel punto in cui il Gigante d'Attacco avrebbe fatto la sua mossa. Così facendo, oltre a liberarsi di unità superflue, avrebbe trasformato le vittime di Jaeger in martiri, sacrifici necessari affinché i Paesi confinanti capissero la pericolosità del popolo eldiano e supportassero Marley nella campagna militare volta alla distruzione dell'isola maledetta. La sorella di Tybur si trasforma nel Gigante Martello e attacca Eren: questo titano è in grado di manipolare il potere dell'indurimento rivestendosi di una corazza impenetrabile e creando all'occorrenza armi devastanti. Inizialmente sembra avere la meglio sul Gigante d'Attacco, ma si fanno avanti e i membri dell'Armata Ricognitiva: Mikasa, Connie, Sasha, Jean e il capitano Levi. La squadra ricognitiva non ci mette troppo tempo nel mandare in crisi le forze militari di Marley, grazie ai dispositivi di manovra tridimensionale e le micidiali nuove armi, concepite per provocare danni su vasta scala e infliggere attacchi devastanti contro i Titani. L'astuzia di Eren gli permette infine di vincere il coriaceo Gigante Martello individuando il suo punto debole, ma poco prima che divori la signora Tybur per assimilarne il potere, sopraggiunge Galliard trasformato nel Gigante Mascella. L'intervento degli alleati dell'Armata Ricognitiva salva Jaeger sul filo del rasoio e mette Galliard in una posizione di svantaggio: il marleyano, non può che tremare di fronte alla furia assassina di normali esseri umani che hanno messo in ginocchio ben due dei poderosi Giganti Speciali. |                  |                  |
| 66                         | Assalto 「強襲」 - Kyōshū | 24 gennaio 2021  | 5 febbraio 2021  |
| 66                         | Sul campo di battaglia sopraggiunge il Gigante Carro, armato di mitragliatrici, e il Gigante Bestia. Scoppia una furiosa lotta tra i soldati dell'Armata Ricognitiva e i Guerrieri di Marley, durante la quale Reiner (che si era parzialmente trasformato per proteggere Falco) riemerge dal terreno. Braun però è in uno stato incosciente, e il ragazzino capisce, dalle parole scambiate prima con Eren Jaeger, che il vicecapo non desidera più vivere ormai. Falco parte alla ricerca di aiuto, incontrando il generale Magath e Gabi. Eren cerca di divorare il corpo della Tybur per assimilarne il potere, ma il guscio di cristallo che l'avvolge si rivela troppo resistente. In quel mentre al porto, Armin, nascosto su un peschereccio, si trasforma nel Gigante Colossale, generando un'esplosione che annienta l'intera flotta marleyana e distrugge la città portuale. Sfruttando il momento di distrazione, Levi sferra un attacco a sorpresa al Gigante Bestia, riuscendo apparentemente ad uccidere Zeke. I membri dell'Armata attaccano il Gigante Carro, e grazie a Sasha e Jean, riescono ad abbatterlo, ferendo gravemente Pieck. Un furioso Galliard si avventa sul Gigante d'Attacco ed Eren, difendendosi con il bozzolo di cristallo, scopre che gli artigli del Mascella sono riusciti a scalfire il guscio. Frattanto sui cieli sopra la città, compare un dirigibile comandato da Hanji che, seguendo la pista di fari lasciati dai soldati, si avvicina per recuperare le truppe. Porko si scaglia contro per abbatterlo, ma viene intercettato da Mikasa ed Eren, che gli dilaniano gli arti rendendolo inoffensivo. Il Gigante d'Attacco poi usa le mandibole del Mascella come schiaccianoci, riuscendo a frantumare il guscio di cristallo, assimilando così il potere del Gigante Martello. L'intera scena viene vista da Falco e Gabi e questi, mentre Eren si appresta a divorare anche Galliard, gridano il nome di Reiner, supplicandolo di intervenire. Braun, sentendo le urla disperate dei due ragazzini, si trasforma nel Gigante Corazzato. |                  |                  |
| 67                         | Proiettile assassino 「凶弾」 - Kyōdan | 31 gennaio 2021  | 12 febbraio 2021 |
| 67                         | Reiner si trasforma nel Gigante Corazzato e salva Galliard dalle grinfie di un Gigante d'Attacco più inferocito che mai. Braun però è fin troppo debole per sostenere uno scontro e anche Eren ha esaurito gran parte delle sue energie. Basta un pugno ben assestato del protagonista per mettere fuori combattimento il suo nemico, prima che Mikasa intervenga e convinca il suo compagno a battere in ritirata. Le forze di Paradis ripiegano su un dirigibile sotto lo sguardo inorridito e spaventato della popolazione marleyana, martoriata e sterminata dalla brusca offensiva dei demoni eldiani. Eren viene malmenato da Levi e incatenato, in quanto l'attentato a Marley è stato orchestrato esclusivamente su iniziativa del protagonista, il cui egoismo e l'ambizione personale hanno letteralmente costretto i suoi compagni a seguirlo per salvargli la vita; nel frattempo Floch festeggia a gran voce con gli altri compagni per quella che definisce la prima grande vittoria del nuovo impero di Eldia. Gabi, accecata dalla vendetta, ha trovato un modo per salire sul dirigibile, e il giovane Falco l'ha seguita per onorare la promessa fatta a Reiner: proteggere la sua compagna e salvarla da un destino baro. Una volta sul velivolo la ragazza spara a morte a Sasha; mentre Jean e Connie cercano disperatamente di soccorrere l'amica, Floch e gli altri soldati catturano Gabi e Falco e li massacrano di pugni e calci. Floch chiede a Jean se uccidere i due ragazzi, ma quest'ultimo rifiuta per fermare gli spargimenti di sangue. Falco e Gabi sono quindi fatti prigionieri dagli Eldiani e portati davanti a colui che ha architettato insieme a loro il piano per l'invasione di Marley: un redivivo Zeke Jaeger. Jean rinfaccia ad Eren la morte di Sasha, mentre Hanji afferma che non possono più fidarsi di lui. |                  |                  |
| 68                         | Volontari 「義勇兵」 - Giyūhei | 7 febbraio 2021  | 19 febbraio 2021 |
| 68                         | Armin dialoga con Annie, ancora rinchiusa nel cristallo, e ripercorre alcun eventi passati. Tre anni prima, l'Armata Ricognitiva, dopo aver ripulito Paradis da tutti i Giganti, stava studiando un piano per difendersi da un futuro attacco delle forze di Marley quando una nave di quella nazione approda sulle coste dell'isola. Su di essa vi sono dei soldati anti-marleyani rinominatisi "Volontari"; essi si oppongono a Marley in quanto costrette dalla nazione dei Giganti ad unirsi al suo esercito, strappandoli dal proprio paese d'origine. Tra questi c'è una ragazza di nome Yelena. Scopo dei Volontari, su ordine niente meno che di Zeke Jaeger, è proprio fornire supporto agli eldiani confinati su Paradis per prepararli allo scontro con Marley: l'obiettivo del possessore del Gigante Bestia, è riabilitare l'impero di Eldia. Al fratellastro di Eren ormai non rimane più molto tempo, ma perché la rinascita di Eldia funzioni c'è bisogno di due preziosi elementi: il potere del Gigante Fondatore, in possesso di Eren, e un Titano di sangue reale, da creare sfruttando il corpo di Historia. Soltanto così sarà possibile attivare il leggendario "Boato della Terra", resuscitando le migliaia di Giganti Colossali intrappolati nelle mura. Nel presente, intanto, si celebrano i funerali di Sasha, mentre Yelena e i suoi compagni consegnano il siero per la trasformazione in Gigante (rubato durante l'assalto a Marley) al comandante Pixis, ed Armin riflette su ciò che è diventato il suo amico Eren e sulle azioni di cui si è macchiato a Marley. |                  |                  |
| 69                         | Buoni argomenti 「正論」 - Seiron | 14 febbraio 2021 | 26 febbraio 2021 |
| 69                         | Eren viene rinchiuso in carcere, colpevole di aver condotto l'offensiva nel distretto di Liberio contravvenendo agli ordini e costringendo l'esercito di Paradis a seguirlo in una missione suicida che ha provocato la morte di numerose unità. Lo spirito del giovane pare però non essere affatto domato del tutto. In un flashback di tre anni prima, scopriamo che, grazie alla mediazione tra Zeke, la nazione di Hizuru (legata alla famiglia Ackermann e, di contro, a Mikasa) avrebbe fornito alle forze di Paradis le risorse scientifiche ed economiche per progredire allo stesso livello tecnologico delle nazioni nemiche. In cambio, i vertici di Hizuru chiedevano che la tradizione dei Giganti di Paradis continuasse: il Gigante Fondatore continuasse ad essere tramandato attraverso le generazioni della famiglia reale, e che l'attuale regina eldiana (Historia Reiss) diventasse il prossimo Gigante Bestia al termine della vita di Zeke Jaeger. Eren, non accettando tutto questo, cominciò a tramare alle spalle dei compagni. Sempre nel presente si scopre che Historia è incinta: la ragazza avrebbe sfruttato un popolano per ingravidarsi ed evitare di compiere il rito di passaggio per diventare un Gigante o, quantomeno, per ritardarlo. |                  |                  |
| 70                         | Impostori 「偽り者」 - Itsuwarimono | 22 febbraio 2021 | 5 marzo 2021     |
| 70                         | Gabi e Falco, chiusi in prigione, orchestrano la fuga: la ragazza finge di stare male, un soldato eldiano sinceramente preoccupato della sua condizione apre la cella e si avvicina, la marleyana lo colpisce a morte con un mattone fino a fracassargli la testa. I due fuggono nella foresta e Falco prega Gabi di mantenere un basso profilo, ma la ragazza non ci riesce, affermando che ogni demone eldiano deve morire. I due finiscono per litigare, smettendo quando sopraggiunge una ragazza. Falco finge che lui e Gabi sono due fratelli orfani di guerra scappati di casa. Vengono così accolti gentilmente in una fattoria, ma Gabi non ce la fa a comportarsi normalmente al fianco degli odiati eldiani. Tuttavia, grazie all'aiuto indiretto di una coetanea, Gabi comprende che molti eldiani di Paradis non hanno nulla a che fare con l'attacco a Liberio e che migliaia di loro scontano un crimine centenario che non solo non hanno mai commesso, ma di cui ignorano persino l'esistenza. Intanto, Hanji rinchiude in cella i quattro membri del Corpo di Ricerca, tra cui Floch, che avevano fatto trapelare informazioni ai giornalisti sulla reclusione di Eren. Il gruppo chiedeva che fosse lo stesso Eren a guidare Paradis. Per lo stesso motivo, Pixis interroga Yelena su suoi eventuali coinvolgimenti con le azioni di Jeager. A Marley, i Guerrieri e Magath intuiscono il tradimento di Zeke e decidono di lanciare un immediato attacco a sorpresa a Paradis anziché aspettare l'arrivo delle forze alleate mondiali, che sarebbero arrivate tra sei mesi. |                  |                  |
| 71                         | Guide 「導く者」 - Michibiku mono | 1º marzo 2021    | 12 marzo 2021    |
| 71                         | Tutta Paradis è in subbuglio: il rinato Impero di Eldia non ha preso bene l'arresto di Eren; quest'ultimo, chiuso in prigione, sembra sordo ad ogni tentativo di dialogo, mentre ribolle nella rabbia e nel rancore covato per anni. Zeke, imprigionato in un altro punto dell'isola, medita di ricongiungersi con Eren per dar vita al piano da cui scaturirà il fantomatico Boato della Terra, l'offensiva finale che innescherà la distruzione di tutti i nemici di Eldia. Yelena, leader dei Volontari, riesce a convincere il comandante Pixis di non essere direttamente responsabile della diserzione di Eren. Intanto il Corpo di Ricerca, sempre così vicino ad Eren, non è ben visto dagli altri ranghi dell'esercito ed è sospettato di tradimento: Hanji deve gestire complicate situazioni diplomatiche, mentre Armin e Mikasa affrontano la diffidenza di Daris Zachary, il loro comandante supremo, che sembra aver già deciso le sorti di Eren. In quel momento, una violenta esplosione colpisce lo studio del comandante supremo, uccidendolo. I responsabili sono gli Jaegeristi, così ribattezzati dall'alto comando di Eldia per aver disertato e tramato insieme ad Eren per portare avanti una rivoluzione segreta. Eren, infatti, è evaso di prigione e si è incontrato con i suoi seguaci, tutti estremisti desiderosi di seguirlo. L'intero popolo eldiano crede infatti che Eren Jaeger possa essere il salvatore della loro patria che potrà condurli al riscatto e alla vendetta contro le altre nazioni. Mentre Paradis attraversa pericolose tensioni interne che Pixis vuole assolutamente sedare in vista di un conflitto imminente con la vendicativa Marley, Eren si dirige alla posizione di Zeke e Pieck si infiltra a Paradis. |                  |                  |
| 72                         | I bambini della foresta 「森の子ら」 - Mori no kora | 9 marzo 2021     | 19 marzo 2021    |
| 72                         | In un flashback, Zeke, prigioniero del Corpo di Ricerca, racconta a Levi di quando, ormai molti anni prima, utilizzò uno speciale gas nervino contenente tracce del suo liquido spinale, che una volta inalato trasformò alcuni eldiani innocenti in Giganti dal comportamento bizzarro che rispondevano unicamente al richiamo del Bestia. Nel presente Ackermann tiene d'occhio il marleyano, prigioniero in una foresta, quando un suo sottoposto giunge a dirgli che Eren è scappato ed è a capo di un gruppo rivoltoso che potrebbe dirigersi verso l'ubicazione di Zeke. Nel frattempo, Gabi e Falco, ancora ospiti di una ignara famiglia di Sasha, arrivano nel ristorante di Niccolò, il marleyano che si era innamorato proprio di Sasha negli anni precedenti all'attacco di Liberio. Lo stesso locale è frequentato da molti Volontari marleyani e, inoltre, Hanji, Mikasa, Armin, Jean, Connie e altri ricognitori si stanno dirigendo a loro volta lì per scoprire ulteriori indizi sugli jaegeristi. Falco e Gabi rivelano a Niccolò di essere marleyani nella speranza di ricevere da lui aiuto ma il cuoco, appreso dalle parole di Gabi stessa che è proprio lei ad aver ucciso Sasha, dapprima colpisce Falco con una bottiglia di vino facendogli perdere i sensi e poi rivela la vera identità dei due bambini alla famiglia di Sasha proprio mentre sopraggiungono al ristorante i membri del Corpo di ricerca guidati da Hanji. A questo punto Niccolò propone al signor Brauss di uccidere con le sue mani Gabi per vendicare la morte della figlia ma, dopo momenti di tensione, egli decide di non farlo, lasciando la bambina di sasso. Niccolò, resosi conto di essersi lasciato trasportare dalla sete di vendetta, chiede scusa per il proprio comportamento e rivela a tutti i presenti che in diverse bottiglie (tra cui quella con cui ha colpito Falco) del vino bevuto dalle alte cariche dell'esercito è stato aggiunto il liquido spinale di Zeke. Proprio in quel momento giungono al ristorante gli jaegeristi che, tra lo stupore generale, rivelano di aver sempre saputo la verità sul vino. Nel finale dell'episodio, mentre Armin e Mikasa portano Gabi in un locale del ristorante per parlare con lei, Eren si presenta davanti ai suoi vecchi amici. |                  |                  |
| 73                         | Violenza efferata 「暴悪」 - Bōaku | 22 marzo 2021    | 26 marzo 2021    |
| 73                         | Mentre i vertici del Corpo di Ricerca sono presi in ostaggio dagli Jaegeristi, Eren è a colloquio con i suoi vecchi amici d'infanzia, Mikasa e Armin. Il giovane affronta un discorso sul rapporto tra libertà e schiavitù e dimostra quanto i suoi vecchi compagni siano, sin dalla nascita, tutt'altro che individui liberi, destinati ad un'esistenza di servitù e sudditanza nei suoi confronti. L'orgoglio e la sete di vendetta oscurano completamente i pensieri di Eren, che imprigiona tutti i suoi vecchi amici e superiori e si mette sulle tracce di Zeke. Intanto, nella foresta, gli effetti del vino diluito con il midollo spinale di Zeke si manifestano, e il Guerriero marleyano innesca così la trasformazione di tutti i sottoposti di Ackermann, che attaccano il loro capitano. Ma la furia omicida e le abilità di Levi gli consentono di prevalere e il possessore del Gigante Bestia finisce di nuovo prigioniero e legato all'innesco di una lancia fulmine, così da non poter scappare. |                  |                  |
| 74                         | L'unica salvezza 「唯一の救い」 - Yuiitsu no sukui | 22 marzo 2021    | 2 aprile 2021    |
| 74                         | Zeke Jaeger, fratellastro di Eren, ripercorre la sua vita precedente: prima che egli denunciasse alle autorità di Marley i genitori Grisha e Dina, costoro puntavano a farlo diventare un Guerriero cosicché i fautori della restaurazione di Eldia avessero il potere di uno dei Nove Giganti tra le mani. La sua condizione fisica gracile e il peso della responsabilità che i suoi gli avevano affidato, però, non rese Zeke un buon soldato. Fu l'incontro con il dottor Xaver, uno scienziato eldiano nonché precedente possessore del Gigante Bestia, ad aprirgli gli occhi: Xaver era diventato un Titano per studiare a fondo il passato dei Giganti e le verità che nessuno conosceva. Quando Zeke rivelò a Xaver del rischio che i suoi genitori potessero essere scoperti nella loro attività di cospirazionisti, fu lo stesso scienziato a convincere il giovane a tradire la sua famiglia, in modo da avere salva la sua vita e quella dei nonni. Xaver fornì a Zeke preziose informazioni sul passato di Ymir, la prima storica Gigantessa: a quanto pare, il potere del Fondatore è in grado non soltanto di controllare i propri simili e di modificare i ricordi, ma persino di plasmare la vita stessa. Fu Ymir, ad esempio, in un passato lontano di secoli, a salvare il mondo da una terribile epidemia. Zeke fece tesoro di queste informazioni, racchiudendole in una promessa solenne che divenne la sua principale ragione di vita: far sì che gli eldiani non si riproducessero mai più, in modo da mettere fine alle sofferenze del suo popolo e all'odio verso di loro dell'intero mondo, non potendolo più minacciare col potere dei giganti. Nel finale dell'episodio, mentre è portato via su un carro da Levi, Zeke si agita improvvisamente, attivando l'innesco della lancia fulmine alla quale era stato legato e coinvolgendo se stesso e Levi in una forte esplosione. |                  |                  |
| 75                         | Cielo e terra 「天地」 - Tenchi | 29 marzo 2021    | 9 aprile 2021    |
| 75                         | Subito dopo l'esplosione sul carro, Zeke sembra essere destinato ad una morte certa, tuttavia arriva un gigante che si squarcia il ventre e lo inserisce al suo interno. Nel frattempo mentre Hanji sta conducendo Floch nel luogo in cui dovrebbe essere custodito il Gigante Bestia, avverte il rumore causato dall'esplosione della lancia fulmine. A Shiganshina, gli Jaegaristi hanno preso il controllo dell'intero esercito, dividendolo tra chi ha bevuto il vino contaminato, e chi no. Yelena, Onyankopon e Griez si dirigono nella cella sotterranea dove sono custoditi Armin, Connie, Jean, Mikasa, Niccolò e la famiglia di Sasha. Subito dopo aver sparato a sangue freddo a Griez, vista la sua mancanza di rispetto verso gli Eldiani, Yelena svela il piano di Zeke ai prigionieri. Nel frattempo Gabi, custodita in un'altra cella al piano superiore, viene raggiunta da Eren, il quale le dice che se vuole salvare Falco, dovrà inviare un segnale via radio per far uscire allo scoperto l'esercito Marleano infiltratosi nelle mura. Proprio in quel momento, Pieck irrompe nella stanza e punta una pistola addosso a Eren, minacciandolo di ucciderlo. Subito dopo, tuttavia, la donna rivela di voler collaborare con lui per sconfiggere Marley e salvare gli Eldiani. Eren accetta, a patto che essa le mostri dove sono nascosti i suoi alleati, ed a quel punto la fa ammanettare a Gabi. Nel frattempo, Yelena e Onyankopon vengono avvertiti dell'intrusione e raggiungono Eren, il quale conduce Gabi e Pieck sul tetto dell'edificio principale, ordinando a quest'ultima di indicare dove siano i nemici. Quando Pieck si gira indicando Eren, il pavimento cede, ed Eren non viene per poco divorato da Galliard, il quale riesce solo a staccargli le gambe, dandogli occasione di trasformarsi. Di fronte ad una scioccata Gabi, Pieck rivela di essere ancora dalla parte di Marley, la stessa che sta lanciando un attacco a sorpresa con diversi dirigibili proprio sopra Shiganshina. |                  |                  |
| Seconda parte (12 episodi) | |                  |                  |
| 76                         | Giudizio 「断罪」 - Danzai | 9 gennaio 2022   | 7 novembre 2022  |
| 76                         | Dopo l'esplosione della lancia fulmine, Hanji trova il corpo di Levi martoriato, ma ancora vivo. Mentre gli Jaegeristi stanno per giustiziarlo, vengono distratti dalla comparsa di Zeke, che fuoriesce perfettamente incolume dal corpo del gigante. Zeke sostiene di aver incontrato una bambina che con dell'argilla gli ha restituito il suo corpo, e afferma di essere sicuro che quel luogo fossero i Sentieri. Nel mentre, Hanji approfitta della situazione per tuffarsi nel fiume portando con sé Levi. A Shiganshina, Yelena cerca di convincere Eren a fuggire, ma questi rifiuta. Trasformati in giganti, Reiner e Galliard combattono contro Eren, mentre soldati di Marley e gli Jaegeristi si danno battaglia. Pieck porta Gabi lontana dallo scontro e si ricongiunge con il generale Magath; dopodiché i soldati montano sulla schiena del gigante carro un nuovo cannone. In preda al panico per la situazione disastrosa, Onyankopon libera Armin e gli altri prigionieri chiedendo loro di aiutarli. Nonostante Connie sia furioso e rinfacci al volontario di averli ingannati tutti insieme a Yelena, questi sostiene di essere stato costretto a seguire gli ordini e di non aver saputo nulla del vino e del piano di Zeke fino al momento in cui non è stato messo in atto, cosa di cui viene data conferma da Niccolò. Armin dice di credere alle sue parole e accetta di combattere. Anche Mikasa dice di voler salvare Eren ma, quando la ragazza allude al proprio sangue Ackerman e all'impossibilità di scegliere, Armin ipotizza che Eren possa averle mentito, nascondendo le sue vere intenzioni. |                  |                  |
| 77                         | Attacco a tradimento 「騙し討ち」 - Damashi uchi | 16 gennaio 2022  | 7 novembre 2022  |
| 77                         | Armin non crede che Eren voglia realmente collaborare con Zeke portando a termine il piano per l'eutanasia del popolo eldiano; le sue vere intenzioni rimangono comunque ancora nebulose. Il gruppo decide, in ogni caso, di aiutare il loro vecchio compagno. Sul campo di battaglia, nel mezzo dello scontro tra Reiner ed Eren, interviene a sorpresa Zeke, trasformato in Gigante Bestia, che neutralizza il Gigante Corazzato e fa precipitare i dirigibili marleyani. Eren, indebolito dalle ferite, si dirige verso di lui per dare inizio al contatto. Nel frattempo, i prigionieri del Corpo di Gendarmeria e di Guarnigione vengono liberati e Falco riesce a ricongiungersi con Gabi e Colt. Consapevole che potrebbe trasformarsi in un gigante da un momento all'altro, il ragazzo confessa a Gabi di avere una cotta per lei e di essersi arruolato solo per starle vicino. Il gruppo si dirige in direzione di Zeke, sperando che questi decida di aspettare che Falco si sia allontanato prima di compiere l'urlo che trasformerà in giganti tutti gli eldiani che avevano bevuto il vino avvelenato. Nel frattempo, gli Jeageristi trovano lo scheletro del gigante carro e si accorgono troppo tardi che è una trappola orchestrata da Pieck e Magath per colpire Zeke: il cannone speciale viene azionato dal generale e Zeke viene colpito vicino alla nuca, precipitando dalle mura. |                  |                  |
| 78                         | Fratelli maggiori e fratelli minori 「兄と弟」 - Ani to otōto | 23 gennaio 2022  | 7 novembre 2022  |
| 78                         | Zeke è sopravvissuto, ma non è in grado di muoversi, mentre Eren avanza faticosamente verso di lui ostacolato da Reiner e Galliard. Colt porta Falco di fronte a Zeke e lo implora di aspettare che Falco si sia allontanato dal raggio di azione del suo urlo, prima di trasformare gli Eldiani che avevano bevuto il vino in giganti puri. Per quanto disgustato dall'idea di coinvolgere un ragazzino, Zeke sa di non avere più tempo e scatena il suo potere trasformando i Comandanti Pixis, Nile e gli altri eldiani contaminati. Falco si trasforma incenerendo Colt, per poi lanciarsi contro Reiner su ordine di Zeke. Galliard rivive i ricordi di suo fratello e, comprendendone l'altruismo, decide di farsi divorare al posto di Reiner per far tornare Falco umano. Intanto Eren, aiutato dai suoi ex-compagni, si libera dalla presa di Reiner grazie all'abilità di indurimento e si dirige verso Zeke per attivare il Boato: proprio allora, Gabi gli spara con un fucile anti-gigante, staccandogli la testa dal collo, che finisce nella mano di uno sconcertato Zeke. La coscienza di Eren si risveglia nei Sentieri, dove trova un invecchiato e incatenato Zeke ad aspettarlo e, per la prima volta, si ritrova faccia faccia con la fondatrice Ymir Fritz sotto forma di una bambina. Qui Zeke spiega come i Sentieri siano un luogo sospeso nel tempo nel quale Ymir crea i corpi dei giganti dalla sabbia ogni volta che i portatori richiamano il loro potere. Mentre la bambina si avvicina a loro Eren ammette di non essere mai stato d'accordo con il piano per l'eutanasia del popolo eldiano, di aver sfruttato Zeke solo per arrivare in quel luogo e per chiedere ad Ymir di concedergli il suo potere. Zeke, però, rivela che nel tempo trascorso nei Sentieri ha imparato a non essere soggetto al Patto di Rinuncia della Guerra e ad avere il controllo sulla fondatrice, oramai una mera serva senza volontà nelle mani della Famiglia Reale. Dopo aver incatenato il fratello, Zeke gli promette di non abbandonarlo e di volerlo convincere ad abbracciare la sua causa, dando inizio al contatto. |                  |                  |
| 79                         | Ricordi del futuro 「未来の記憶」 - Mirai no kioku | 30 gennaio 2022  | 7 novembre 2022  |
| 79                         | Zeke mostra ad Eren i ricordi di Grisha fin da quando Eren era un neonato. Tuttavia, ricordo dopo ricordo, appare sempre più chiaro come il padre non abbia plagiato il figlio con la sua ideologia come invece aveva fatto con Zeke. Si scopre anche che Grisha aveva scoperto il nascondiglio dei Reiss molto tempo prima dell'attacco a Shiganshina, ma aveva temporaneamente rinunciato ad impossessarsi del Gigante Fondatore. Solo quando Eren, di sua spontanea iniziativa, dimostrò interesse per il mondo esterno e la volontà di arruolarsi nel Corpo di Ricerca, Grisha decise che gli avrebbe mostrato il contenuto dei diari custoditi nella cantina. Dopo aver appreso della caduta di Shiganshina, Grisha affrontò i Reiss minacciandoli di ucciderli tutti se non avessero usato il Fondatore per salvare il popolo delle mura. Rivelò inoltre loro che la particolare abilità del Gigante d'Attacco è quella di vedere i ricordi dei suoi futuri possessori. Quando arrivò il momento di combattere contro Frida e di uccidere i suoi fratelli, però, Grisha ebbe un ripensamento. Nell'assistere a tale ricordo, l'Eren del presente interviene e rammenta al padre tutti i soprusi subiti da Marley e tutte le persone che sono morte ingiustamente a causa sua. In un accesso di rabbia, Grisha si trasforma e uccide tutti i Reiss presenti, tranne Rod che riesce a fuggire. In seguito, devastato per ciò che ha fatto, Grisha riesce a vedere lo Zeke del futuro e lo prega di perdonarlo per ciò che gli ha fatto; afferma inoltre di sapere cosa Eren compirà in futuro e supplica il figlio di fermarlo. A quel punto, il contatto tra Eren e Zeke si interrompe e i due si ritrovano nuovamente nei Sentieri. |                  |                  |
| 80                         | Da te, duemila anni fa 「二千年前の君から」 - Ni sen-nen mae no kimi kara | 6 febbraio 2022  | 7 novembre 2022  |
| 80                         | Zeke ordina subito a Ymir di togliere la fertilità agli Eldiani ma Eren ferma la donna prima che possa compiere il volere del fratello. Nel mentre si verificano tali eventi, viene svelato il passato della fondatrice. Duemila anni prima, Ymir non era altro che una dei tanti schiavi del re Fritz, che venne condannata a morte per aver liberato dei maiali senza averne il permesso. Nel tentativo di fuggire e già in fin di vita, Ymir precipitò all'interno di un albero cavo, pieno di un misterioso liquido: quando ormai era sul punto di affogare, una creatura dalla forma di spina dorsale si unì alla donna, salvandola e donandole il potere di trasformarsi nel Gigante Fondatore. Venuto a conoscenza delle capacità di Ymir e volendo sfruttarle per i suoi propositi bellici, il re Fritz decise di farne la propria concubina, così da poter mantenere all'interno della famiglia reale il potere dei giganti. I due ebbero tre figlie, che diedero poi il nome alle mura di Paradis: Maria, Rose e Sina. La fondatrice, infine, morì colpita da una lancia scagliata da un cospiratore per uccidere il re Fritz. Nei Sentieri, Eren si rivolge dunque alla Fondatrice, affermando che la stessa non è né una dea né una schiava, ma solo un essere umano e ciò la rende libera di decidere se consegnare a lui o meno il suo potere: queste parole convincono Ymir ad agire seguendo la propria volontà per la prima volta nella sua esistenza, voltando le spalle al sangue reale di Zeke. Nel mondo reale, la creatura che aveva salvato Ymir duemila anni prima esce dal collo di Eren collegandosi alla sua testa mozzata e il ragazzo, ottenuto finalmente il potere della fondatrice, si trasforma nel Gigante Fondatore, liberando i colossali all'interno di tutte le mura dell'isola. A questo punto, attraverso i Sentieri, Eren comunica a tutti gli Eldiani, compresi Mikasa e Armin, il suo vero obiettivo: egli distruggerà il mondo che ha privato della libertà lui e i suoi amici. Terminato il proprio operato, solo Paradis sopravvivrà alla Marcia dei colossali. |                  |                  |
| 81                         | Disgelo 「氷解」 - Hyōkai | 13 febbraio 2022 | 7 novembre 2022  |
| 81                         | Mentre è in corso la marcia dei Colossali, il corpo di ricerca deve eliminare i soldati trasformati in giganti dall’urlo di Zeke: tra di essi c’è anche il comandante Pixis, che viene colpito alla nuca da Armin. Floch, invece, arresta Yelena e i volontari. Nel frattempo, Reiner porta via Gabi dal luogo della trasformazione di Eren ma crolla poi a terra stremato. Con la liberazione dei giganti colossali è venuta meno, infatti, ogni forma di indurimento compresa quella su cui si fonda l’armatura del gigante corazzato che ha, perciò, subito molti più danni del normale. Lasciato Reiner in un luogo sicuro, Gabi decide di andare a cercare Falco da sola senza sapere che il bambino, nuovo possessore del gigante Mascella, è stato portato via da Connie, il quale ha intenzione di farlo divorare dalla madre, unico gigante sopravvissuto alla tragedia di Ragako, per farla tornare umana. Mentre è in cerca dell’amico, Gabi si accorge che la famiglia di Sasha e Niccolò sono minacciati dal comandante Nile trasformato in gigante, Gabi riesce ad eliminarlo prima che possa divorare Kaya. Tutti insieme si dirigono, quindi, in un luogo sicuro e, alla fine, incontrano Armin e Mikasa. Venuta a sapere da Armin delle intenzioni di Connie, Gabi lo supplica di aiutarla a salvare Falco dall’orribile destino che lo attende e confessa ad Armin che il gigante Corazzato ha perso la sua armatura. Armin capisce, allora, che la fine di ogni indurimento non può non aver interessato anche l’involucro in cui si era rinchiusa Annie anni prima: la ragazza è di nuovo libera. |                  |                  |
| 82                         | Tramonto 「夕焼け」 - Yūyake | 20 febbraio 2022 | 7 novembre 2022  |
| 82                         | Nel distretto di Trost il risveglio dei Colossali causa numerosi morti e feriti tra i civili. Hitch, mentre aiuta la popolazione, nota delle tracce provenienti dai sotterranei della guarnigione e seguendoli trova Annie, che la attacca. Dopo una breve colluttazione Hitch decide di aiutare Annie e di scappare assieme a cavallo per evitare gli Jaegeristi. Durante il tragitto Annie racconta di come abbia ascoltato tutte le conversazioni sue e di Armin mentre era imprigionata e di essere a conoscenza degli eventi correnti. Ripensando al suo passato Annie racconta di essere la figlia di una facoltosa donna marleyana e di un servitore eldiano, di essere stata abbandonata e poi adottata da un cittadino eldiano non di Marley. Quest'uomo, egoisticamente, la addestrò per anni con le arti marziali del suo paese d'origine al fine di farla diventare un candidato guerriero ed elevare il proprio status sociale a marleyano onorario. Il giorno prima che Annie partisse però l'uomo rivelò di essersi sinceramente affezionato alla figlia adottiva e di promettergli di tornare indietro sana e salva anche a costo di rinunciare a tutti i privilegi acquisiti. Annie spiega che la promessa di tornare dal suo padre adottivo sia l'unico pensiero che le ha permesso di andare avanti in tutti questi anni e come questo l'abbia cambiata e spronata a non commettere gli stessi errori del passato. Con la morte del Comandante Pixis, di Niles e l'incarcerazione dell'istruttore Shadis, Floch prende il comando dell'esercito e rivela come, dieci mesi prima, Eren gli abbia rivelato il piano di prendere il controllo del Fondatore e sterminare la popolazione al di fuori delle mura. Impotenti sul da farsi Armin, Jean e Mikasa si rendono conto che l'intera catena di comando dell'esercito è distrutta e che non possono preoccuparsi al momento di Eren. Armin decide di mettersi in cammino con Gabi e Niccolò per salvare Falco da Connie. Nel mentre, il Comandante Magath e Pieck osservano i dirigibili d'evacuazione Marleyani ritornare in patria per avvertire dell'arrivo dei Giganti. In quel momento Hanji fa la sua apparizione, chiedendo loro assistenza. Prima che venga attaccata dal Gigante Carro, Hanji dichiara di essere disarmata e di trasportare con sé solo un uomo innocuo che si rifiuta di morire: Levi Ackermann. |                  |                  |
| 83                         | Orgoglio 「矜持」 - Kyōji | 27 febbraio 2022 | 7 novembre 2022  |
| 83                         | Hanji e Levi sono al corrente dell’operato di Eren e propongono un’alleanza a Magath e Pieck: Levi, in particolare, promette che non si fermerà fin quando non avrà ucciso Zeke, ormai prigioniero del Gigante Fondatore. I quattro riescono a salvare, con un’operazione fulminea, Yelena e Onyankopon dagli jaegeristi proprio mentre i due stanno per essere giustiziati di fronte a una folla di sostenitori da Jean, anch’egli portato via nella confusione dell’azione. Il ragazzo, d’altronde, si è solo apparentemente schierato con Floch e, in realtà, ha deciso di collaborare con Marley per risolvere la difficile situazione venutasi a creare. Mikasa si accorge che qualcuno ha rubato la sua sciarpa e scopre che si tratta di Louise, jaegerista che è una sua grande ammiratrice. La ragazza, in fin di vita per le ferite dei recenti scontri, le rivela, però, che Eren le aveva ordinato di gettarla via ma lei aveva preferito non seguire il suo consiglio per via della grande considerazione che ha di Mikasa la quale, quindi, si riprende l’indumento. Nel frattempo, Armin e Gabi raggiungono Connie poco prima che egli possa dare Falco in pasto alla madre. Dopo momenti di grande tensione, Armin cerca di farsi divorare dalla madre di Connie per salvare Falco e, allo stesso tempo, realizzare l’obiettivo dell’amico. Connie, ricordando gli insegnamenti della madre e il legame con i suoi amici, salva Armin e chiede scusa a tutti per il proprio comportamento. Armin, Connie, Gabi e Falco iniziano a riflettere su cosa fare vista la situazione catastrofica in cui si trova il mondo intero e, mentre discutono, incontrano Annie, che decide di unirsi a loro. I cinque, riunitisi con Mikasa, si recano nel luogo in cui Gabi ha lasciato Reiner a riposare e lo svegliano: Connie afferma, a questo punto, che è tempo per loro di mettere da parte le divergenze e salvare il mondo dalla furia di Eren. |                  |                  |
| 84                         | La notte della fine 「終末の夜」 - Shūmatsu no yoru | 6 marzo 2022     | 7 novembre 2022  |
| 84                         | Il gruppo composto da Mikasa, Armin, Connie, Reiner, Gabi e Falco si riunisce con quello di Hanji, Levi, Pieck, Jean, Yelena, Onyankopon e Magath. Tutti insieme decidono quindi di cenare nella foresta accanto al fuoco, così da poter elaborare il piano per poter fermare la marcia dei colossali. Nel corso della discussione, però, emerge nuovamente il rancore che i molti anni di guerra hanno generato tra Marley e Paradis. Soprattutto Jean, pur convinto di dover fermare Eren, non riesce ad accettare di dover combattere al fianco di Annie e Reiner, responsabili della morte di Marco quando ancora Jean e gli altri non si erano uniti al corpo di ricerca. Nonostante Reiner tenti di chiedere scusa a Jean, questi inizia a picchiarlo violentemente: Gabi, però, si frappone tra i due e viene colpita da un forte calcio al posto del cugino. La ragazzina supplica Jean di mettere da parte ogni odio per il successo dell’operazione, pur consapevole che la sua richiesta sia sfacciata, avendo la stessa ucciso Sasha. Alla fine, Jean antepone la riuscita della missione al suo odio per Reiner ascoltando le parole di Gabi. La mattina successiva, il gruppo si reca al porto ma subito Pieck si accorge che è stato occupato dagli jaegeristi, i quali hanno intuito la loro intenzione di fermare Eren. All’interno di un edificio in prossimità del suddetto porto, Floch ha preso inoltre in ostaggio Kiyomi Azumabito. |                  |                  |
| 85                         | Traditori 「裏切り者」 - Uragirimono | 13 marzo 2022    | 7 novembre 2022  |
| 85                         | Hanji e Magath osservano il vapore generato dal contatto tra i giganti colossali e l'oceano, indicando che il Boato ha probabilmente già raggiunto la costa di Marley iniziando il proprio percorso di distruzione. A corto di tempo e appianate momentaneamente le divergenze, il gruppo di protagonisti composto da Eldiani e Marleyani tenta di elaborare una strategia per catturare l'idrovolante ancorato al porto prima che gli Jaegeristi lo facciano saltare in aria e, allo stesso tempo, salvare gli ingegneri di Hizuru, gli unici capaci di poter far decollare il velivolo. All'inizio riluttanti, Armin, Mikasa, Jean e Connie decidono di combattere contro i loro ex compagni del 104º reggimento, non prima di tentare un diversivo non violento. Nel frattempo, Floch tiene sotto scacco Kiyomi Azumabito e gli ingegneri di Hizuru all'interno di una villa sul porto. Prima che possa uccidere l'ambasciatrice Armin e Connie lo distraggono, millantando di aver visto i Marleyani dirigersi verso sud e che l'unico modo di raggiungerli è l'utilizzo dell'idrovolante. Arrivati al molo però i due scoprono che i loro ex compagni Samuel e Daz hanno piazzato dell'esplosivo per farlo saltare al primo ordine di Floch. Pur essendo riusciti ad ingannare i loro compagni a disinnescare gli esplosivi la situazione degenera rapidamente quando l'ambasciatrice si ribella a Floch disarmandolo. Kiyomi e gli ingegneri vengono salvati dal fulmineo intervento di Mikasa, Magath, Jean e Hanji, che portano tutti nel seminterrato. Floch dà l'ordine di uccidere Armin, Connie e Mikasa. Reiner e Annie si trasformano nei loro rispettivi giganti e iniziano a massacrare gli Jaegeristi. Samuel spara ad Armin ferendolo gravemente. Connie, per salvare Armin, si vede costretto ad uccidere sia Daz che Samuel. |                  |                  |
| 86                         | Retrospettiva 「懐古」 - Kaiko | 20 marzo 2022    | 7 novembre 2022  |
| 86                         | Gli Jaegeristi e i protagonisti combattono senza sosta una sanguinosa battaglia. Gli ingegneri di Hizuru annunciano tuttavia che per poter far volare l'idrovolante è necessaria almeno mezza giornata di preparativi, un tempo che il gruppo non ha a disposizione né per resistere agli eventuali rinforzi, né per minimizzare la marcia dei Giganti di Eren. Kiyomi Azumabito propone di portare la nave verso la città portuale di Odiha, nel sud del Continente, e preparare lì l'idrovolante al decollo. Deciso il piano Mikasa, Jean, Connie, Hanji e Magath scortano il gruppo degli ingegneri di Hizuru fino alla nave coadiuvati dal Gigante Corazzato e dal Gigante Femmina, ormai allo stremo delle forze e prossimi alla morte. Intanto il treno con i rinforzi Jaegeristi chiamati da Floch salta in aria prima che possa arrivare a destinazione, con gran sorpresa di tutti. Per salvare Reiner ed Annie Falco si trasforma per la prima volta nel Gigante Mascella e, in modalità furia, semina la distruzione tra gli Jaegeristi. Prima che possa sferrare il colpo decisivo contro la nave e affondarla Floch viene colpito da un proiettile sparato da Gabi e scompare tra le acque dell'oceano. Tutto il gruppo viene messo in salvo e portato sulla nave. Il Generale Magath decide di restare per dare copertura sufficiente al gruppo. Prima che gli Jaegeristi possano ucciderlo, Magath viene salvato da Keith Shadis. L'uomo rivela di aver seguito il gruppo dei suoi ex-cadetti fino al porto e di aver fatto saltare il treno con i rinforzi degli Jaegeristi. Poiché una nave della marina Marleyana è ancora ancorata al porto ed è stata occupata dagli Jaegeristi, essa potrebbe raggiungere facilmente i protagonisti. Magath e Keith riescono ad infiltrarsi dentro la nave e a rinchiudersi nel deposito di munizioni. Ormai circondati dagli Jaegeresti e senza via di fuga Shadis ripensa a quanto siano cresciuti i suoi allievi ormai pronti a salvare il mondo. Magath ripensa invece, con grande rimorso, alle sofferenze impartite al gruppo dei giovani guerrieri marleyani, usati come arma di distruzione per la gloria del proprio paese. Dopo essersi presentati i due si fanno saltare insieme alla nave. Da lontano i protagonisti guardano attoniti. Sulla nave degli Azumabito Reiner, Annie, Pieck e Gabi apprendono che Liberio e Marley verranno distrutte prima che loro possano arrivare a Odiha e ciò sarebbe accaduto anche se fossero partiti prima. Persa ogni volontà di combattere, Annie chiede a Mikasa ancora una volta se, quando proverà ad uccidere Eren, lei starà lì a guardare o la fermerà. |                  |                  |
| 87                         | L'alba dell'umanità 「人類の夜明け」 - Jinrui no yoake | 3 aprile 2022    | 7 novembre 2022  |
| 87                         | Sulla nave per Odiha, Mikasa ripensa agli eventi passati che hanno portato tutti dove sono ora. La ragazza ripensa alla prima volta che il gruppo degli Eldiani dell'Isola sbarcò sotto copertura sul Continente di Marley per parlare con gli Azumabito e trovare una via pacifica di coesistenza tra Eldiani e Marleani invece di seguire il piano di Zeke. Arrivati nella città portuale i protagonisti si svagano finché non vengono derubati da un bambino straniero. Levi salva il bambino dal linciaggio dei commercianti e il gruppo si ritrova nella villa degli Azumabito. All'imbrunire Eren segue il bambino fino al campo dei profughi di guerra. Eren chiede a Mikasa cosa rappresenti lui per lei, ma la ragazza titubante risponde di considerare Eren come la sua Famiglia. I due vengono interrotti da uno dei profughi che offre loro da bere. Tutti i protagonisti in poco tempo si ritrovano a bere fino ad ubriacarsi e fare baldoria con la gente del Campo. Il giorno dopo gli eldiani seguono l'intervento della Società per la salvaguardia degli Eldiani presso il Consiglio delle Nazioni. Tuttavia ben presto scoprono come l'associazione sia solo un organismo che protegge le vittime di stupro da parte degli eldiani sui Marleyani e di come la stessa Società consideri gli abitanti di Paradis dei demoni e dei nemici da abbattere. Sentite queste parole Eren lascia il gruppo e in una lettera lasciata ai propri compagni dichiara di rimettersi completamente nelle mani di Zeke. Nel presente, Mikasa si chiede se ella avesse risposto diversamente ad Eren dichiarando il proprio amore forse questa situazione sarebbe stata evitata. Lontano, Eren ripensa alle scelte che lo hanno condotto fino a questo punto. Rimembra come abbia fatto finta di accettare il piano per l'eutanasia di Zeke e di come abbia invece dichiarato a Floch le sue reali intenzioni per spezzare il ciclo di morte: la distruzione del mondo esterno col Boato della Terra. Eren ricorda di come abbia dichiarato il suo piano persino a Historia e come questa sia l'unica alternativa affinché la ragazza non venga trasformata in Gigante e divori Zeke per ereditare il Potere dei Giganti. La ragazza si oppone al piano di distruzione di Eren e decide di avere un figlio per poterne rallentare il piano. Il ragazzo rammenta la sua conversazione con Zeke e di come abbia deciso di fare tutto questo affinché i suoi amici possano vivere felici anche dopo la sua morte. Nel presente, di fronte al Continente, la Flotta Mondiale cannoneggia la Marcia dei Colossali ma viene facilmente spazzata via dall'onda di calore dei giganti. I Colossali, raggiunta la terraferma, iniziano a devastare il Continente. Sopra di loro, il Gigante Fondatore di Eren avanza, guidandoli. |                  |                  |
| Terza parte (3 episodi)    | |                  |                  |
| 88                         | 「地鳴らし」 - Jinarashi – "Il boato della terra" | 4 marzo 2023     | 25 giugno 2024   |
| 88                         | Eren ripensa al passato, ai mesi trascorsi sul continente Marleyano prima di compiere il suo piano. Eren salvò un ragazzino immigrato, Halil, dalle grinfie di alcuni uomini che lo stavano picchiando per aver rubato. Halil è lo stesso ragazzino che poi inviterà Eren e gli altri a bere al campo profughi la sera stessa. Eren non può far altro che piangere e dire al bambino che sarebbero morti tutti a causa sua, comprendendo l'ineluttabilità del destino. Nel presente il Boato arriva su Marley e inizia a distruggere tutto. Halil, suo fratello Ramzi e il loro nonno tentano di scappare ma senza successo, venendo calpestati senza pietà dai giganti colossali. Eren guarda tutto, contemplando l'apparente libertà assoluta che sta creando per sé e i suoi amici a discapito di quella del mondo intero. Sulla nave per Odiha, Armin e Annie confessano i loro sentimenti, con Armin determinato a trovare un dialogo con Eren prima che sia troppo tardi. |                  |                  |
| 89                         | 「自由の翼」 - Jiyū no tsubasa – "Le ali della libertà" | 4 marzo 2023     | 25 giugno 2024   |
| 89                         | Giunti a Odiha i protagonisti preparano l'idrovolante per salpare. Yelena rivela che Eren si sta dirigendo alla fortezza di Salta al centro del continente, dove la maggior parte della forza aerea Marleana è presente. Mentre Annie decide di lasciare il gruppo e congedarsi, partendo in nave per Izuru con l'ambasciatrice Azumabito, Falco e Gabi, un redivivo Floch a sorpresa arriva all'hangar e fora il serbatoio dell'idrovolante prima di essere ucciso da Mikasa. Al contempo la marcia dei colossali giunge in prossimità di Odiha. Hange, non prima di nominare Armin nuovo Comandante del Corpo di Ricerca, decide di sacrificarsi per dare tempo agli ingegneri di riparare il serbatoio e salpare. |                  |                  |
| 90                         | 「絶望の淵にて」 - Zetsubō no fuchi nite – "Nella più profonda disperazione" | 4 marzo 2023     | 25 giugno 2024   |
| 90                         | Sull'idrovolante, guidato da Onyankopon, il gruppo prepara il piano d'attacco finale al Gigante Fondatore. Mentre parlano Eren richiama tutti loro nei Sentieri, dicendo che loro sono liberi e non saranno soggiogati dal suo potere, ma al contempo lui stesso è libero di perseguire il suo piano, rinunciando a qualsiasi possibilità di dialogo. A questo punto il gruppo decide di puntare prima a Zeke, a cui Levi dovrà dare il colpo di grazia, e poi fermare Eren, anche uccidendolo se necessario. Lontano, nel mare, sulla nave diretta a Izuru, Falco e Gabi rivelano ad Annie una scoperta che hanno fatto: avendo ingerito il liquido spinale di Zeke, Falco può vedere un ricordo del passato di un volo concludendo così che forse un gigante bestia del passato poteva volare e che il Gigante Mascella ha assorbito parte del potere e che può trasmetterlo ad Annie a causa delle proprietà del Gigante Femmina, raggiungendo così i loro alleati in tempo. Sul continente intanto gli abitanti di Liberio guidati dal padre di Annie, hanno sequestrato un treno e si stanno dirigendo verso la fortezza di Salta. Giunti a destinazione scoprono che Marley ha già lanciato l'attacco aereo con i dirigibili carichi di esplosivi verso il Fondatore, non lasciando alcuna via di fuga. Il Fondatore attiva il suo potere ed evoca una versione fantoccio del Gigante Bestia, che distrugge la flotta marleyana. Dopo l'attacco l'idrovolante dei protagonisti arriva sopra il Fondatore, schivando i proiettili lanciati dal Gigante Bestia. Il gruppo si lancia all'attacco e Reiner e Pieck si trasformano per immobilizzare il Bestia, neutralizzandolo. Da lontano i genitori dei due guerrieri marleani scoprono così che i loro figli sono ancora vivi e stanno combattendo. Onyankopon riesce a far atterrare l'aereo a Salta. Atterrati sul Gigante Fondatore, Armin chiama il nome di Eren e gli chiede nuovamente dove sarebbe la libertà di cui tanto parla. |                  |                  |
| Quarta parte (4 episodi)   | |                  |                  |
| 91                         | 「天と地の戦い」 - Ten to chi no tatakai – "La battaglia tra cielo e terra" | 5 novembre 2023  | 25 giugno 2024   |
| 91                         | Atterrati sul gigante fondatore, Reiner immobilizza il Bestia-fantoccio di Eren e lo distrugge. Gli eroi si rendono conto che è solo un guscio vuoto senza Zeke. Da lontano, tra le ossa, Ymir li guarda e riesce ad intrappolare Armin dentro la bocca di uno dei giganti originali prima che il ragazzo si faccia esplodere invocando il Colossale. I protagonisti si trovano immediatamente circondati dai fantocci di tutti i giganti passati succedutisi nei secoli che ora spuntano senza sosta dalle ossa del Gigante fondatore. Il gruppo viene attaccato da più fronti e si separa. Mikasa e Annie corrono verso la coda, dove Armin è stato portato mentre Pieck decide di correre col suo gigante verso il collo del Fondatore e avvolgerlo con gli esplosivi. Prima che possa premere il detonatore il Gigante Carro viene infilzato da una replica del gigante Martello. |                  |                  |
| 92                         | 「心臓を捧げよ」 - Shinzō wo sasageyo – "Offrite il vostro cuore" | 5 novembre 2023  | 25 giugno 2024   |
| 92                         | Il gruppo si trova subito in enorme difficoltà. Inoltre i giganti di Bertholdt, i fratelli Galliard e degli altri portatori compaiono assaltando il gruppo. Reiner e Jean combattono fino allo stremo ma rischiano di cadere sotto la struttura scheletrica del Fondatore, idem per Connie che viene salvato da Levi in extremis al costo di rimanere con una gamba paralizzata. Quando tutto sembra perduto, dietro Mikasa compare il Gigante Mascella di Falco, nella forma di un'aquila gigante con in groppa Gabi, che riesce a salvare il gruppo per riorganizzarlo. Il gruppo si rende conto che l'unico modo per fermare tutto è uccidere Eren. Catturato, Armin si rende conto di essere finito nei Sentieri. Lì incontra Zeke. Zeke spiega ad Armin che, fin da quando esiste, la vita ha sempre cercato di proliferare ma nell'eterno timore della morte, vista quasi come una liberazione dal terrore. |                  |                  |
| 93                         | 「長い夢」 - Nagai yume – "Un lungo sogno" | 5 novembre 2023  | 25 giugno 2024   |
| 93                         | Mentre Zeke e Armin parlano Grisha, Bertholdt, Porko, Marcel, Ymir, Kruger e Tom Xaver si materializzano tra di loro, nei Sentieri. I loro rispettivi giganti, sul Fondatore, si ribellano alla volontà di Ymir e difendono gli eroi quando questi si riavvicinano al Fondatore per attaccarlo. Zeke riesce ad emergere dal corpo del Fondatore in modo da porter fermare Eren. Levi coglie l'occasione e lo decapita, fermando la marcia dei giganti. Il gigante di Bertholdt riesce ad immobilizzare il gigante che ha rapito Armin, liberandolo, mentre Jean riesce a far detonare l'esplosivo attorno al collo del Fondatore, decapitandolo. In quel momento una versione enorme della Creatura da cui deriva il potere dei Giganti esce dal collo del Fondatore, ma viene immobilizzata da Reiner prima di riconnettersi alla testa del Gigante. Il gruppo si allontana ringraziando i loro vecchi compagni mentre Armin ringrazia i giganti dei compagni caduti e attiva il suo Colossale distruggendo il corpo del Fondatore. Tutto sembra finito, ma la Creatura da cui deriva il potere dei Giganti è in parte sopravvissuta e cerca di raggiungere Salta. Intanto, dalle macerie riemergono Armin e Reiner, sfiniti. Da un bagliore dietro di loro si rendono conto che il Gigante Fondatore si è riformato, in una nuova forma simile al Gigante Colossale di Armin ma col volto del Gigante d'Attacco. La Creatura intanto diffonde a Fort Salta i suoi gas come a Ragako e trasforma tutti gli eldiani presenti in giganti puri, compresi Jean, Connie, Gabi e i genitori di Annie, Reiner, Pieck e Falco. Questi vanno all'attacco di Reiner e Annie che stanno tenendo ferma la Creatura, prima che si ricongiunga a Eren. Sul Gigante Mascella di Falco, Mikasa e Levi vanno all'ultimo disperato attacco contro Eren, mentre Armin lo tiene impegnato in combattimento. Mikasa ha una visione, in cui si ritrova in una realtà alternativa, dove lei ed Eren, dopo essersi dichiarati l'un l'altra, hanno deciso di fuggire per vivere insieme gli ultimi quattro anni di vita di Eren a causa della maledizione dei Giganti. In questa realtà, Eren prega Mikasa di dimenticarlo dopo la sua morte, anche se lei non può. Mikasa capisce che Eren l'ha sempre amata. Entrata dentro la bocca del Gigante d'Attacco grazie all'ausilio di Levi, Mikasa raggiunge Eren e con un sorriso, trattenendo a stento le lacrime, lo decapita. Con tenerezza Mikasa bacia Eren sulla bocca, tenendo la sua testa tra le braccia. Ymir li guarda: il dominio dei Giganti è finito. |                  |                  |
| 94                         | 「あの丘の木に向かって」 - Ano oka no ki ni mukatte – "Guardando verso quell'albero sulla collina" | 5 novembre 2023  | 25 giugno 2024   |
| 94                         | Eren Jaeger è morto, la Creatura si dissolve e tutti gli eldiani tornano alla loro forma umana, senza eccezioni. Il potere dei giganti cessa d'esistere: Reiner, Annie, Falco, Pieck e Armin sono ora solo umani senza poteri speciali. I ricordi che Eren aveva cancellato da tutti loro riemergono. In un lungo discorso Eren aveva spiegato ad Armin che l'unico modo per salvarli era diventare lui stesso il mostro che avrebbe distrutto il mondo, la minaccia sotto la quale si sarebbero uniti tutti, marleyani ed eldiani e di come, sconfiggendolo, i suoi amici sarebbero stati proclamati come gli Eroi dell'Umanità. La morte dell'80% dell'umanità inoltre ha fatto sì che eldiani e marleyani ora sono in ugual numero nel mondo. Eren confessa inoltre che tutto il suo destino, in cui passato e futuro si fondevano a causa del potere del Gigante Fondatore e del Gigante d'Attacco, fosse finalizzato a far si che questo accadesse. Il ragazzo rivela che in tal modo lui stesso ha guidato Dina Fritz in modo che divorasse sua madre invece di Bertholdt al fine di poter un giorno scatenare gli eventi che l'avrebbero portato ad ereditare i suoi stessi poteri e salvare gli eldiani. Eren, in un impeto di sincerità, confessa ad Armin di come abbia sempre avuto paura di morire, che voleva passare la sua vita al fianco dell'amata Mikasa e di come si sia negato a lei per non farla soffrire e farle adempiere il suo destino. Eren si rende conto di essere sempre stato legato ad un destino immodificabile e che la libertà da lui cercata poteva essere data a tutti i suoi amici, ma non realmente a se stesso. Con queste parole nel cuore Armin ritorna al presente, dove piange il suo amico caduto mentre Mikasa tiene dolcemente la testa di Eren. Ymir, liberata dalla sua maledizione, prima di svanire per sempre, rivela di essere stata lei per anni a causare i mal di testa di Mikasa tentando di guardare nei suoi pensieri per trovare la persona che avrebbe posto fine a tutto, una persona capace di rinunciare al suo amore per un bene superiore, al contrario di lei con Re Fritz. A Fort Salta, Armin si proclama come colui che ha ucciso Eren Jaeger e che i suoi amici sono gli eroi che hanno salvato il mondo dalla distruzione. Il mondo conosce la pace, Mikasa parte dal gruppo per dare ad Eren una degna sepoltura sotto l'albero in cui solevano appisolarsi da bambini, come all'inizio della storia. Tre anni dopo Armin, Reiner, Jean, Connie, Annie e Pieck, divenuti ambasciatori di pace con Paradis, si dirigono in nave verso l'isola, sotto invito della regina Historia, ormai madre di una bambina. Tutti sono trepidanti di poter rincontrare Mikasa e rendere omaggio alla tomba di Eren. Levi, rimasto in sedia a rotelle dopo la battaglia finale, aiuta i profughi della guerra, aiutato da Yelena e Onyankopon. Falco e Gabi, ormai una coppia, aiutano a reimpiantare degli alberi per la ricostruzione di Paradis. Il culto di Eren è diffuso a Paradis ed Eldia si riorganizza per un possibile attacco futuro dall'esterno. Mikasa attende i suoi amici, mentre siede a fianco alla tomba del suo amato. Un gabbiano aggiusta la sciarpa di Mikasa e la ragazza capisce che lui sarà sempre con lei, in un modo o nell'altro. Gli amici arrivano e rendono omaggio ad Eren. Nei titoli di coda, Mikasa visiterà quella tomba per tutta la sua vita, venendo seppellita con la sciarpa di Eren al termine della sua vita. Intorno all'albero il mondo cambia e si ammoderna, metropoli futuristiche si stagliano all'orizzonte. Migliaia di anni dopo, dopo vari sconvolgimenti e altre guerre, un esploratore solitario trova l'albero sotto il quale Eren era stato seppellito. L'albero è simile a quello dentro il quale Ymir trovò, migliaia di anni prima, il potere dei Giganti. |                  |                  |

## Home video

### Giappone
Gli episodi della quarta stagione de L'attacco dei giganti sono pubblicati per il mercato home video nipponico in edizione DVD e Blu-ray dal 7 luglio 2021 al 20 marzo 2024.
| Nº | Data           | Dischi | Episodi    | Fonti  |
| -- | -------------- | ------ | ---------- | ------ |
| 1  | 7 luglio 2021  | 3      | 60-67      | [ 20 ] |
| 2  | 4 agosto 2021  | 3      | 68-75      | [ 21 ] |
| 3  | 20 luglio 2022 | 3      | 76-81      | [ 22 ] |
| 4  | 17 agosto 2022 | 3      | 82-87      | [ 23 ] |
| 5  | 20 marzo 2024  | 2      | 88-94 (SP) | [ 24 ] |

### Italia
Gli episodi della quarta stagione de L'attacco dei giganti vengono pubblicati per il mercato home video italiano in edizione DVD e Blu-ray dal 2 febbraio 2022 al 30 ottobre 2024.
| N° | Data              | Dischi | Episodi    | Fonte DVD | Fonte BD |
| -- | ----------------- | ------ | ---------- | --------- | -------- |
| 1  | 2 febbraio 2022   | 3      | 60-75      | [ 25 ]    | [ 26 ]   |
| 2  | 27 settembre 2023 | 2      | 76-87      | [ 27 ]    | [ 28 ]   |
| 3  | 30 ottobre 2024   | 1      | 88-94 (SP) | [ 29 ]    | [ 30 ]   |